# Massimiliano Fedriga
Massimiliano Fedriga (n. 2 iulie 1980, Verona, Italia) este un politician italian.